# Paphiopedilum charlesworthii
Paphiopedilum charlesworthii (Rolfe) Pfitzer, 1894  è una pianta della famiglia delle Orchidacee.

## Descrizione
È un'orchidea di medio-piccola taglia che cresce epifita, con foglie lineari di colore verde chiaro con macchie viola nella pagina inferiore. La fioritura avviene in estate - autunno con un unico fiore su uno stelo eretto, lungo fino a 25 centimetri,  pubescente, coperto da brattee floreali. Il fiore è veramente spettacolare, grande mediamente 8 centimetri, con labello sacciforme e di colore che sfuma tra il verde, il marroncino e il rosa-viola.

## Distribuzione e habitat
La specie è originaria di Myanmar, Thailandia, India (Assam) e Cina sud-orientale, dove cresce alle alte quote, su picchi isolati, in profonde spaccature della roccia, nei versanti esposti a ovest o nord-oves, tra i 1200 e i 2200 metri di quota.

## Coltivazione
Questa pianta richiede terriccio fertile e umidità tutto l'anno, esposizione all'ombra siccome teme molto la luce solare diretta e temperature non particolarmente elevate.